# Schloss Dornheim

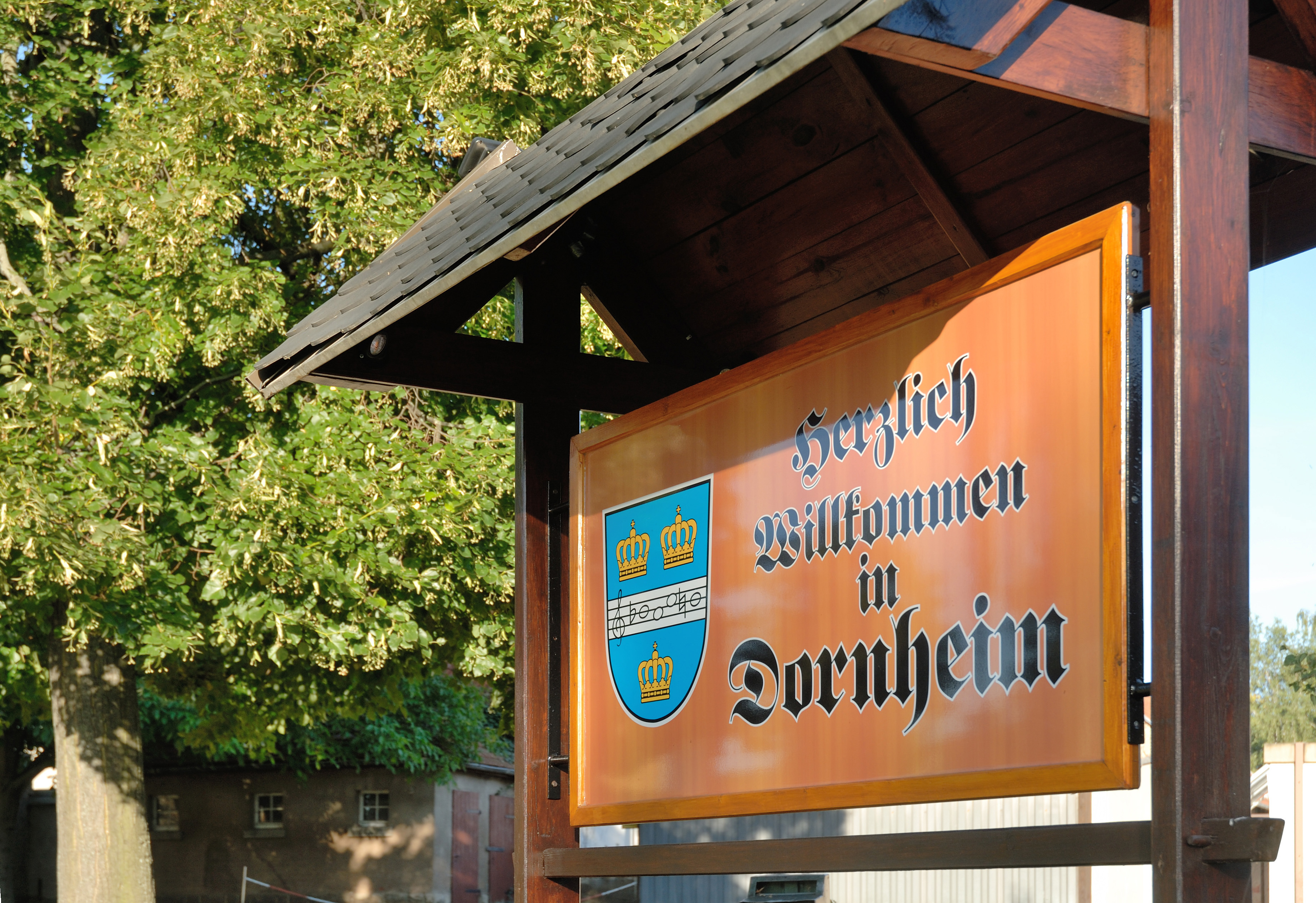
Hinweistafel auf das Rittergut bzw. Schloss

Das von Melchior von Entzenberg um 1587 erbaute Schloss Dornheim befand sich bis 1948 in der Gemeinde Dornheim am nordöstlichen Ende des Dorfes im Ilm-Kreis in Thüringen.

## Geschichte

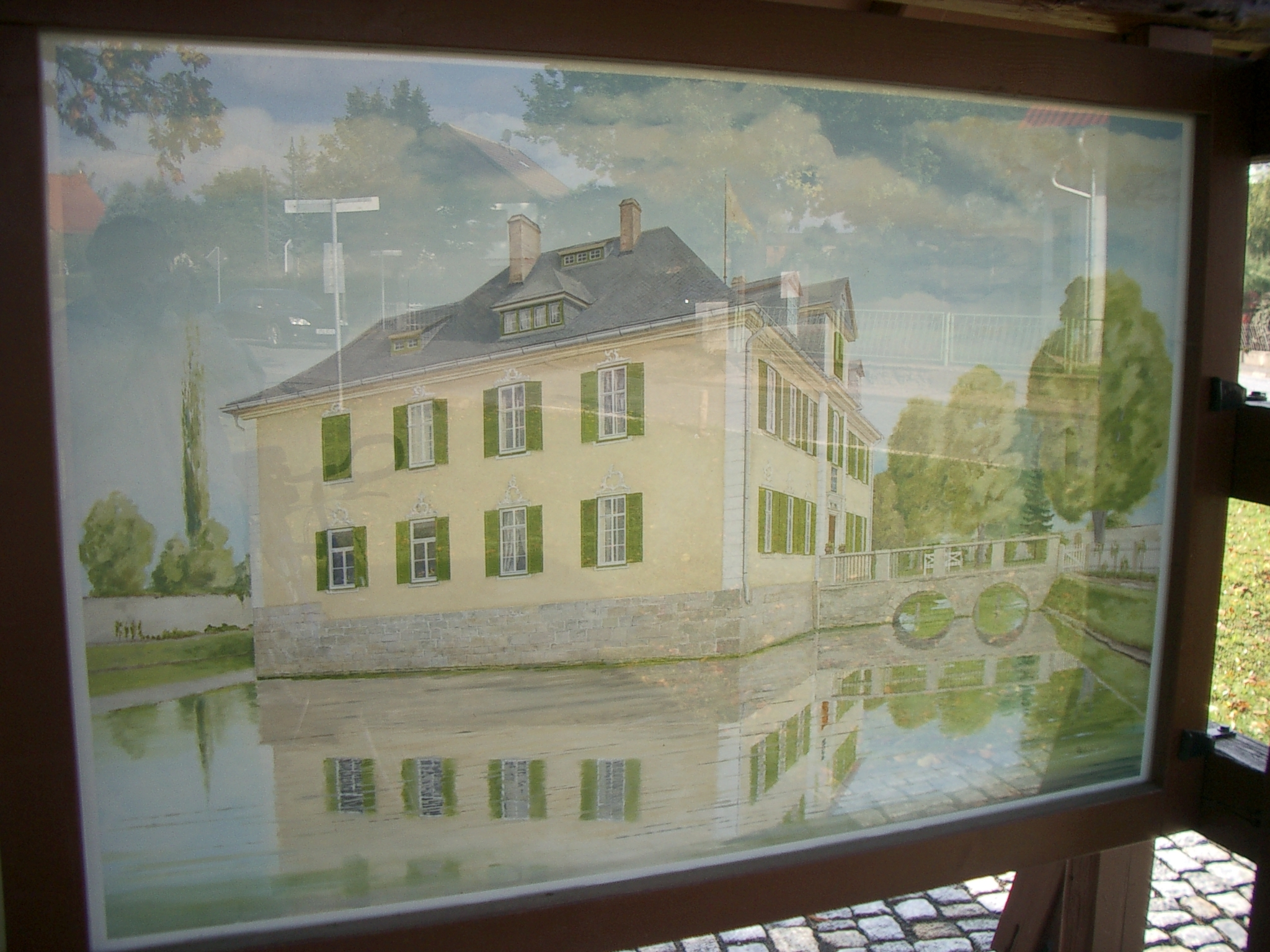
Bild am Ort

Das Rittergut mit seinem Schloss war einst Stammsitz einer Familie von Dornheim, die bereits im 14. Jahrhundert ausstarb. Danach war ein Georg Breithaupt, dann Gottfried Beyer und um 1800 nannte sich Friedrich Gotthardt Bertuch als Besitzer des Rittergutes. Die Tochter Bertuchs heiratete Christian Gottfried Schierholz, sodass dieser ab 1806 Besitzer wurde. 1906 übernahm die Familie von Witzleben Schloss und Gut. Danach war es Alfred Adalbert Hans Lutze von Witzleben-Wurmb.

## Zum Schloss
Zum zweigeschossigen so genannten Gelben Schloss ist zu sagen, dass es von einem Wassergraben umgeben war und es besaß zahlreiche Gauben. Der Zugang erfolgte einst über eine Zugbrücke und später über eine steinerne Brücke.
Am 26. Oktober 1813 übernachteten der österreichische Kaiser Franz II. im Schloss. Er traf sich in Dornheim mit den russischen Zaren Alexander und dem Preußischen König Friedrich Wilhelm III. (Drei-Monarchen-Treffen).
Deshalb ist es verwunderlich, weshalb man nach 1947 den Abbruch des geschichtsträchtigen Schlosses nach erfolgter Plünderung zugab. Einiges wurde noch gerettet. Der Autor hat den Abriss als damals in Dornheim Arbeitender erlebt.